# Weihwasserbecken (Agudelle)

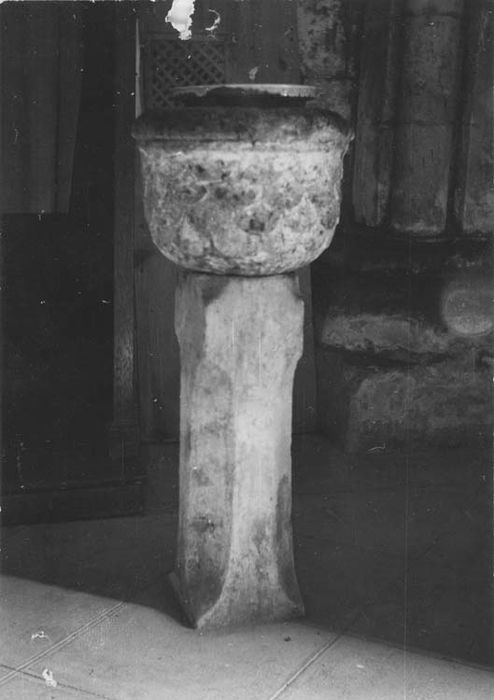
Weihwasserbecken in Agudelle

Das Weihwasserbecken in der Kirche St-Eutrope in Agudelle, einer französischen Gemeinde im Département Charente-Maritime der Region Nouvelle-Aquitaine, wurde vermutlich im 18. Jahrhundert geschaffen. 
Im Jahr 1976 wurde das Weihwasserbecken als Monument historique in die Liste der geschützten Objekte (Base Palissy) in Frankreich aufgenommen.
Das 1,05 Meter hohe Weihwasserbecken besteht aus einem Schaft, auf den das runde Becken mit einem Durchmesser von 42 cm aufgesetzt ist. Die Außenseite ist mit Schuppen geschmückt.  